# Chilodus fritillus
Chilodus fritillus är en fiskart som beskrevs av Richard P. Vari och Ortega, 1997. Chilodus fritillus ingår i släktet Chilodus och familjen Chilodontidae. Inga underarter finns listade i Catalogue of Life.